# Richard Strele von Bärwangen

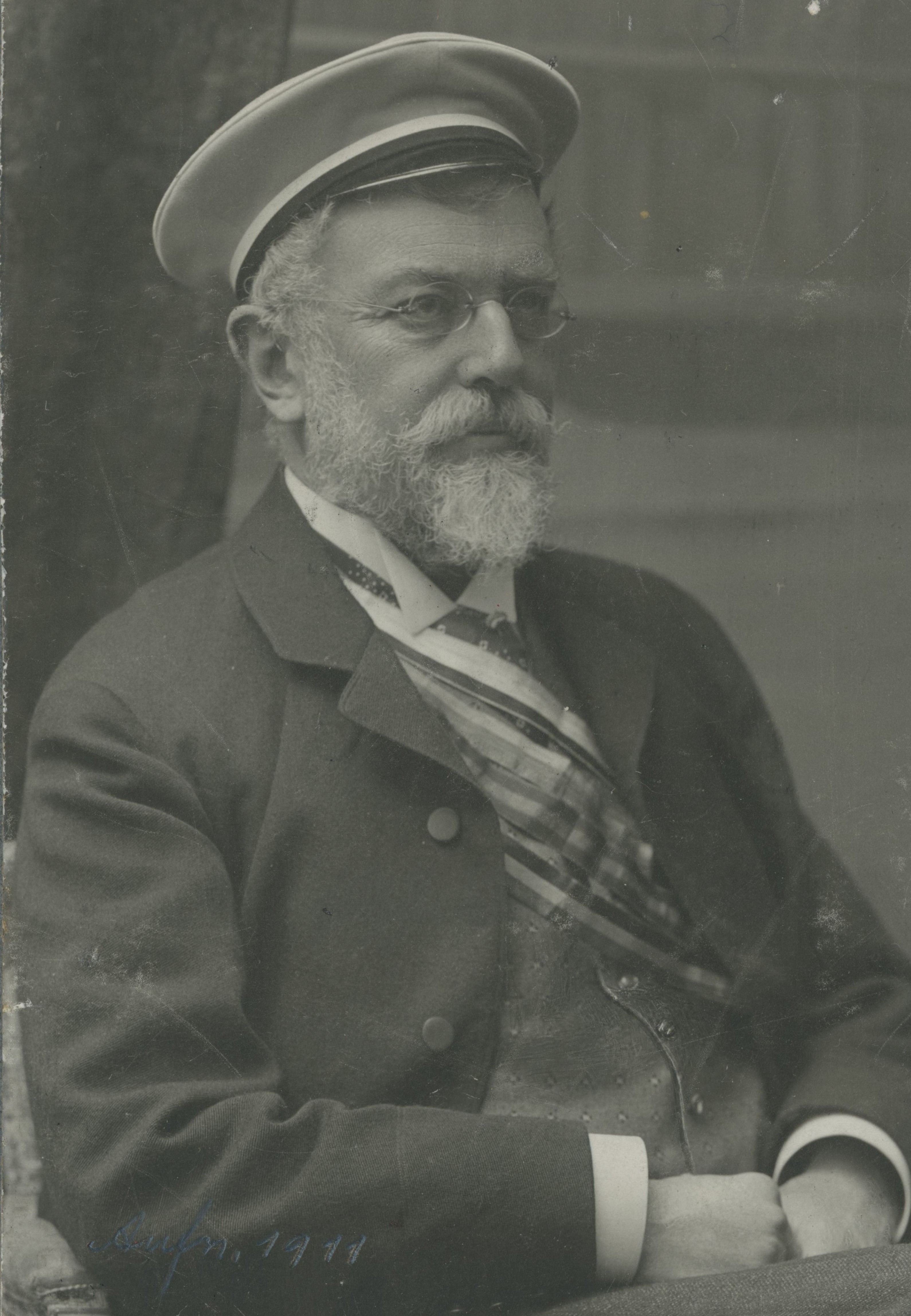
Strele von Bärwangen (1911)

Richard Ritter Strele von Bärwangen (* 10. Januar 1849 in Bozen; † 14. März 1919 in Salzburg) war ein österreichischer Bibliothekar und Schriftsteller. Er war der Patron der Studentenverbindungen in Czernowitz.

## Leben
Richard Strele war der Sohn des Statthaltereirats in Tirol Anton Strele und der Maria geb. Rhomberg. Sein Vater hatte am 17. August 1849 den Orden der Eisernen Krone (Österreich) III. Klasse erhalten und war aufgrund der Ordensstatuten 1855 als Ritter Strele von Bärwangen geadelt worden.
Richard Strele besuchte das Gymnasium in Salzburg. Er meldete sich 1866 nach der Matura zu den Tiroler Kaiserjägern und wurde Leutnant der Reserve. Danach studierte er von 1868 bis 1872 an der Universität Innsbruck Philologie. 1872 wurde er Supplent (Hilfslehrer) an der Militär-Unterrealschule Pancsova, 1873 an der Oberrealschule Czernowitz und 1876 an der Realschule Sereth. 1877 stellte ihn die Czernowitzer Universitätsbibliothek als Amanuensis ein. 1877 kehrte er als Skriptor der Studienbibliothek (der heutigen Universitätsbibliothek Salzburg) nach Salzburg zurück. 1889 wurde er Kustos, 1906 Direktor der Bibliothek. Seit 1881 war er Mitglied der Gesellschaft für Salzburger Landeskunde. 1911 wurde er als Regierungsrat pensioniert. Er starb mit 70 Jahren im Landeskrankenhaus und wurde am 17. März um 15 Uhr auf dem Salzburger Kommunalfriedhof beerdigt. Seine Grabstätte besteht zwar noch, ist aber längst neu vergeben und trägt keinen Hinweis auf seinen Namen.

## Studentenverbindungen
Strele wurde 1868 im Corps Athesia Innsbruck aktiv. Er war dreimal Senior und leitete 1871 das 10. Stiftungsfest. Seit 1872 Alter Herr, präsidierte er 1875 dem Gründungskommers der Franz-Josephs-Universität. Er betrieb die Gründung der drei Czernowitzer Corps. Alemannia Czernowitz und Gothia Czernowitz verliehen ihm dafür 1880 die Bänder. Für das Studententum schrieb er viele Gedichte und Lieder, darunter das Bundeslied der Austria Czernowitz. 1895 war er Gründungsmitglied des Salzburger Corpsphilisterverbandes. 1899 wurde er mit Josef Neuwirth auch Mitglied des Corps Saxonia Wien. Als geachteter Heimatdichter weigerte er sich zeitlebens, seine Gedichte und Prosaarbeiten als geschlossene Publikation herauszugeben. Gelegentlich verwendete er das Pseudonym „Bärwanger Hartl“.

## Lieder
- Wenn die See die einen loben (um 1885; Melodie „Strömt herbei ...“)
- Athesenlied: Erbrause laut, du Burschensang
- Festgruß an den Innsbrucker SC: Fröhlich klopfte schon der Mai (1893)
- Zum 50. Stiftungsfest der Athesia: Als tirolwärts ich gezogen (1911)
- Du hast in deiner Fuchsenzeit (vor 1875; Melodie „O alte Burschenherrlichkeit“)
- Bundeslied der Austria Czernowitz: Ich hab’ eine Braut (1875; eigene Melodie)
- Bundeslied der Gothia Czernowitz: So laßt uns denn zusammensteh’n (1876; eigene Melodie)
- Zur Gründung der Universität Czernowitz: Im Buchwald fängt’s zu rauschen an (1875; Melodie „Der Gott, der Eisen wachsen ließ“)
- Salzburg vor allem ist’s (1895; Melodie „Ännchen von Tharau“)
- Österreichisches Trinklied: Und ob der Wein nun Schilcher heißt (1879; eigene Melodie)

## Texte
- Aus der alten Reimchronik des Magisters Thuisko (Der in Salzburg tagenden 54. Versammlung Deutscher Naturforscher und Ärzte gewidmet; Salzburg 1881)
- Die blaue Blume (ursprünglich zum 25. Stiftungsfest des Corps Athesia in Innsbruck (1886) gedichtet, auf Wunsch der Redaktion der „Akademischen Monatshefte“ (Heft 22 vom 26. Jänner 1886) umgearbeitet und allen Corpsmännern ... gewidmet)
- Festprolog zur Scheffelfeier des Deutsch-österreichischen Alpenvereins (1888)
- Festgruß zum 30. Stiftungsfest der Athesia (1891)
- Fiducit! (Letzter Gruß an meinen lieben Corpsbruder Dr. Arnold Busson ... gesprochen beim Trauersalamender Athesiae, 13. Oktober 1892)
- Festgruß zum zwanzigsten Stiftungsfest des Innsbrucker S. C. (10. März 1893)
- Grüß Gott! (Gedicht, Salzburg 1895)
- Burschenmai 1896 (Zum Frühschoppen des Traunsteiner Corpsphilisterverbandes, 3. Mai 1896)
- Weihelied (zum Jubiläumskonzert des Tirolischen Sängerbundes am 17. Juli 1898)
- Chiemgauer Trinkspruch (beim Corpsphilisterfeste am 12. Mai 1901 zu Traunstein)
- Das Lied vom Edelweißkorps (1914)
- Lump, Lump, Lump (Salzburg, 1915)

## Ehrungen

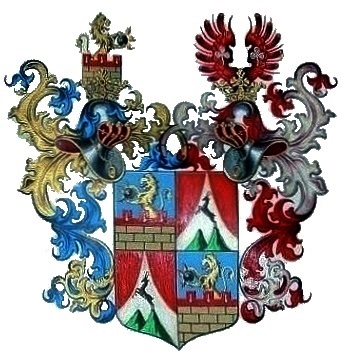
Wappen der Familie Strele von Bärwangen (1855)

- Ritterkreuz des Franz-Joseph-Ordens (1901)[3]
- Orden der Eisernen Krone II. Klasse (1910)
- Ehrenmitglied des Corps Athesia (1911)
- Ehrenzeichen für Verdienste um das Rote Kreuz II. Klasse (1915)
- Richard-Strele-Straße in Parsch (Salzburg)